# 變白布氏介
變白布氏介（学名：bradleya albatrossia）为半花介科布氏介屬下的一个种。